# Malila: The Farewell Flower
Malila: The Farewell Flower là phim điện ảnh Thái Lan năm 2017 do Anucha Boonyawatana đạo diễn. Bộ phim được khởi chiếu ra mắt tại Liên hoan phim quốc tế Busan lần thứ 22 tại Hàn Quốc và đạt Giải Kim Jiseok. Bộ phim đã xuất sắc vượt qua nhiều đối thủ nặng ký để trở thành đại diện cho nền điện ảnh Thái Lan dự tranh giải Oscar cho Phim nói tiếng nước ngoài hay nhất của năm 2019.

## Nội dung
Shane, một người nông dân, và Pitch, một người thợ thủ công lành nghề chuyên làm bai sri nhưng đang chết dần vì căn bệnh ung thư, có mối quan hệ đồng tính với nhau. Những đồ vật trang trí tinh tế tượng trưng cho bản chất chóng tàn của cuộc sống – chỉ nở rộ trong một thoáng rồi nhanh chóng úa tàn, một quá trình được phản ánh trong tiến triển bệnh tình của Pitch. Giữa những suy niệm về cái chết và sự vô thường, tác phẩm chắt lọc ra những tia hi vọng nhỏ nhoi nhưng mãnh liệt. Shane và Pitch đã từng lạc mất nhau, trải qua rất nhiều những thăng trầm của cuộc sống, để rồi tìm được nhau, chữa lành những vết thương cho nhau và tìm thấy sự an yên nơi tâm hồn.

## Diễn viên
- Sukollawat Kanarot vai Shane
- Anuchit Sapanpong vai Pitch
- Sumret Muengput vai Nhà sư
- Prakasit Horwanapakorn vai Krit
- Veeravat Jamrensan vai Venerable Noi
- Punthip Teekul vai Tee
- Akekarad Khalong vai Tong
- Bodin Moomeensri vai Preceptor Monk

## Đón nhận

### Đánh giá chuyên môn
Bộ phim đã được cộng đồng người đồng tính quốc tế đón nhận rất nồng nhiệt và đã giành giải Thành tựu Nghệ thuật Vượt trội tại lĩnh vực chương trình đặc biệt ở Liên hoan Phim LGBTQ Outfest ở Los Angeles hồi tháng 7. Bộ phim cũng đã giành giải Đạo diễn Xuất sắc nhất ở Liên hoan Phim Quốc tế Singapore vào năm ngoái và giải Kim Ji Seok ở Liên hoan Phim Quốc tế Busan.
Diễn viên Weir Sukollawat từng khiến người hâm mộ không khỏi bất ngờ khi đồng ý tham gia một dự án về đề tài đồng tính. Đến với Malila: The Farewell Flower, đây là lần đầu tiên Weir Sukollawat thử sức trong một vai đồng tính. Còn với Oh Anuchit, nam diễn viên này đã từng có kinh nghiệm đóng vai yêu người đồng giới và chiếm được tình cảm của người xem vì diễn quá "mượt".
Bộ phim đã xuất sắc vượt qua nhiều đối thủ nặng ký để trở thành đại diện cho nền điện ảnh Thái Lan dự tranh giải Oscar cho Phim nói tiếng nước ngoài hay nhất của năm 2019.

### Giải thưởng
| Giải thưởng                                   | Hạng mục                                         | Đề cử                       | Kết quả   | Nguồn  |
| --------------------------------------------- | ------------------------------------------------ | --------------------------- | --------- | ------ |
| Liên hoan phim quốc tế Busan lần thứ 22       | Giải Kim Jiseok                                  | Malila: The Farewell Flower | Đoạt giải | [ 5 ]  |
| Liên hoan phim châu Á Hồng Kông lần thứ 41    | Giải New Talent                                  | Malila: The Farewell Flower | Đề cử     | [ 6 ]  |
| Liên hoan phim Kim Mã Đài Loan 2017           | Giải NETPAC                                      | Malila: The Farewell Flower | Đoạt giải | [ 7 ]  |
| Liên hoan phim quốc tế Singapore lần thứ 28   | Giải Silver Screen                               | Malila: The Farewell Flower | Đề cử     | [ 8 ]  |
| Liên hoan phim quốc tế Singapore lần thứ 28   | Đạo diễn xuất sắc nhất                           | Anucha Boonyawatana         | Đoạt giải | [ 8 ]  |
| Liên hoan phim Kerala lần thứ 22              | Suvarna Chakoram cho phim điện ảnh xuất sắc nhất | Malila: The Farewell Flower | Đề cử     | [ 9 ]  |
| Liên hoan phim Kerala lần thứ 22              | Rajatha Chakoram cho đạo diễn xuất sắc nhất      | Anucha Boonyawatana         | Đoạt giải | [ 9 ]  |
| Liên hoan phim Gothenburg 2018                | Giải ra mắt quốc tế Ingmar Bergman               | Malila: The Farewell Flower | Đề cử     | [ 10 ] |
| Liên hoan phim châu Á lần thứ 12              | Nam diễn viên chính xuất sắc nhất                | Sukollawat Kanarot          | Đề cử     | [ 11 ] |
| Liên hoan phim châu Á lần thứ 12              | Đạo diễn mới xuất sắc nhất                       | Anucha Boonyawatana         | Đề cử     | [ 11 ] |
| Liên hoan phim LGBTQ Outfest Los Angeles 2018 | Thành tựu nghệ thuật đột phá                     | Malila: The Farewell Flower | Đoạt giải | [ 12 ] |